# Blas de Tineo
Fray Blas de Tineo y Osorio (Tineo, c.1585-1654) fue un clérigo regular y teólogo español, provincial de Castilla de la Orden de la Merced, consejero y calificador de la Suprema Inquisición, obispo titular de Termópoli y auxiliar de Granada.

## Biografía

### Primeros años
Nació hacia el año 1585, probablemente en la villa asturiana de Tineo, donde su padre poseía la casa solar de su linaje. Tuvo por hermano al también obispo Gutierre Bernardo de Quirós, inquisidor en varias ciudades de la Nueva España y consejero de la Suprema, que desde 1626 ciñó la mitra de la Puebla de los Ángeles en dicho virreinato, fundador de la Obra Pía de Tineo y del convento de Santa Clara de esta villa. Ambos fueron hijos de Diego García de Tineo, procurador general del Principado, señor de los cotos de la Mortera y Bárcena en el concejo de Tineo y primer poseedor del mayorazgo de su casa en la villa capital del mismo, y de Elvira Osorio y Sarmiento, su mujer, señora de la casa de Laciana.

### Vida religiosa y formación
Por los primeros años del siglo XVII tomó el hábito de Nuestra Señora de la Merced en el convento de Madrid, vulgo de los Remedios, sito en la actual plaza de Tirso de Molina de la villa y corte. Aquí hizo el noviciado, y ya como fraile pasó al Colegio de la Vera Cruz de Salamanca. En esta Universidad obtuvo los grados de doctor y maestro en Teología. En 1616, siendo comendador mercedario, pasó a ser catedrático del Colegio y Universidad de San Antonio de Porta Coeli de Sigüenza, dependiente de la de Alcalá. Ocupó diversos cargos en su Orden, y últimamente el de provincial de Castilla.
Fue consejero y calificador de la Suprema Inquisición, para la que hizo numerosas censuras de libros.

### Episcopado
El 22 de septiembre de 1636 fue nombrado simultáneamente obispo titular de Termópoli y auxiliar o coadjutor de la iglesia metropolitana de Granada. Regía esta sede a la sazón Fernando de Valdés y Llano, su pariente, que residía en la corte por ser presidente del Consejo de Castilla, de modo que fray Blas desempeñó el gobierno efectivo de la archidiócesis. Fue consagrado obispo el 4 de enero de 1637 en la catedral granatense por el citado arzobispo y por el mercedario fray Gaspar Prieto, obispo de Perpiñán y Elna. Durante su coadjutoría, y para completar su congrua, fray Blas gozó de las dignidades capitulares de abad de Santa Fe, en la metropolitana, y deán de la sufragánea de Málaga.
En 1638 fue rector de la Universidad de Granada.
Intervino en la fundación del monasterio de MM. capuchinas de esta ciudad, bendiciendo la primera piedra el 19 de abril de 1638.
Falleció en Granada en junio de 1654.

## Obra publicada
- De laudibus Sancti Ioseph (Madrid, 1626), folleto en 4.º

- Sermón de San José pronunciado en presencia de Don Felipe III, Rey de España, en el año 1629 (Madrid, 1629).

- Cronología de la vida y milagros de San Pedro Nolasco (Madrid, 1629).

- Razones que propuso el Reverendísimo Señor Maestro Don fray Blas de Tineo, Obispo de Termópoli, Abad mayor de Santafé, del Consejo de su Magestad, al Ilustrísimo Deán y cabildo de la santa Apostólica Iglesia de Granada, sede vacante, para que en ella y su arzobispado se celebrase con solemnidad de doble la fiesta del glorioso Patriarca san Pedro Nolasco, fundador de la Orden de Nuestra Señora de la Merced de redención de cautivos (Valencia, 1646).